# Krzysztof Złotek
Krzysztof Złotek (ur. 18 lipca 1968 w Zbydniowie) – były polski piłkarz grający na pozycji obrońcy.
Piłkarską karierę rozpoczynał i kończył w Siarce Tarnobrzeg. W jej barwach w sezonie 1992/1993 zadebiutował i strzelił pierwszego, a zarazem jedynego w I lidze gola. W najwyższej polskiej klasie rozgrywkowej występował także będąc graczem KSZO Ostrowiec Św., w którym rozegrał 14 spotkań, większość w podstawowym składzie. W 1994 Złotek zaliczył epizod w amerykańskim zespole SC Vistula Garfield.
Krzysztof Złotek był także zawodnikiem Korony Kielce, Odry Opole oraz RKS-u Radomsko, z którym w sezonie 2000/2001 dotarł do 1/4 finału Pucharu Ligi. Trzy i pół roku spędził także w Tłokach Gorzyce, z którymi rywalizował w rozgrywkach II ligi.